# جلاغيم
جلاغيم قرية سوريّة تتبع إداريّاً لمحافظة حلب منطقة السفيرة ناحية مركز السفيرة، بلغ تعداد سكانها 550 نسمة حسب التعداد السكاني لعام 2004.